# 芳堤娜县法院
芳堤娜县法院（英語：Frontenac County Court House）是芳堤娜县的法院，位于加拿大安大略省金斯顿的法院街以北，女王大学校园东北，南面是公园，近安大略湖。这座新古典主义建筑由爱德华·霍西设计，用石灰石建造。1874年火灾后，由约翰·鲍尔增加了圆顶。建筑的前部有英国皇家徽章。